# Сушеница
Сушени́ца (лат. Gnaphálium) — род растений семейства Астровые (Asteraceae).
Род представлен однолетними или многолетними травами.

## Ботаническое описание

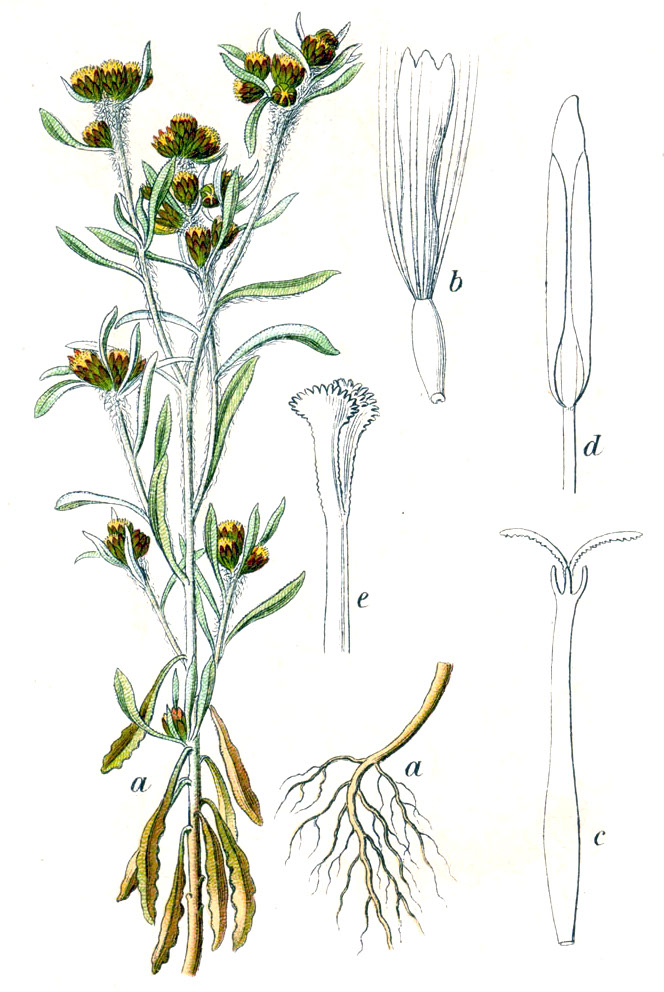
Сушеница болотная.

Представители рода Сушеница — однолетние, двулетние или многолетние травянистые растения, иногда древеснеющие у основания.
Стебель от основания распростёрто-ветвистый, высотой от 10 до 45 см (изредка до 60 и даже 80 см). Часто всё растение покрыто густым войлочно-шерстистым опушением, отчего выглядит «седым».
Листья очерёдные цельнокрайные, сидячие или полустеблеобъемлющие, мелкие, линейно-ланцетовидные, продолговатые, туповатые к основанию, суженные в черешок.
Цветки мелкие, с хохолком, от светло-жёлтых до желтовато-коричневых, многочисленные срединные — трубчатые обоеполые, на верхушке почти всегда с пятью, часто желёзистыми зубцами; краевые пестичные — нитевидные, на верхушке слегка зубчатые или коротко трёх-четырёхнадрезанные, расположенные в несколько или во много рядов, реже однорядные; собраны в яйцевидные корзинки на верхушках стеблей. Небольшие корзинки собраны в сложное колосовидное соцветие или же мелкие корзинки образуют компактный щиток («клубок»); лишь изредка корзинок на растении всего одна — три. Листочки обёртки травянистые или сухие и плёнчатые, черепитчато расположенные в несколько рядов. Цветоложе плоское или выпуклое, голое ячеистое. Пыльники линейные, у основания стреловидные, снабжённые хвостовидными придатками. Пыльцевые зёрна шаровидные, с узкими или широкими бороздками, овальными или округлыми порами и шиповатой экзиной. Столбики зачастую со вздутием у основания; ветви столбика усечённо-линейные. Цветёт в июне — августе.
Плоды — мелкие зеленовато-серые семянки, продолговатые или вальковатые, покрытые белыми (прозрачными) сосочками или более жёсткими волосками; редко семянки голые. Хохолок однорядный из отдельных тонких волосков или более толстых щетинок, то опадающих поодиночке или по нескольку, то соединённых в основании в хорошо заметное кольцо.
Основное число хромосом: х = 7.

## Распространение и среда обитания
Виды рода Сушеница распространены во всех частях света, но особенно обильно представлены в Центральной и Южной Америке (более половины всех видов).

## Хозяйственное значение и применение
Некоторые американские виды сушеницы культивируются в качестве декоративных.
Сушеница топяная, издавна употреблявшаяся в народной медицине, применяются и в официнальной медицине. Приготовляемые из растения препараты назначаются для лечения начальных стадий неврогенной формы гипертонии, но наиболее эффективно лекарственные свойства проявляются при лечении старых запущенных ран, свищей и язв (в том числе язвы желудка и двенадцатиперстной кишки).
Некоторые виды сушениц — сорные растения, вредные для огородных и полевых культур.

## Классификация

### Таксономия[2]
Gnaphalium L., 1753, Sp. Pl. : 850
Род Сушеница относится к семейству Астровые (Asteraceae) порядка Астроцветные (Asterales). Кладограмма в соответствии с Системой APG IV:
|  |                                      |  |                                   |                                   |                    |  | ещё 10 семейств |               |               |                                                                                 |
|  |                                      |  |                                   |                                   |                    |  |                 |               |               | 64 подтвержденных и 209 в статусе "непроверенных" видов и инфравидовых таксонов |
|  |                                      |  |                                   | порядок Астроцветные              |                    |  |                 |               | род Сушеница  |                                                                                 |
|  |                                      |  |                                   | порядок Астроцветные              |                    |  |                 |               | род Сушеница  |                                                                                 |
|  | отдел Цветковые, или Покрытосеменные |  |                                   |                                   | семейство Астровые |  |                 |               |               |                                                                                 |
|  | отдел Цветковые, или Покрытосеменные |  |                                   |                                   |                    |  |                 |               |               |                                                                                 |
|  |                                      |  | ещё 63 порядка цветковых растений | ещё 63 порядка цветковых растений |                    |  |                 | ещё 1804 рода | ещё 1804 рода |                                                                                 |
|  |                                      |  |                                   | ещё 63 порядка цветковых растений |                    |  |                 |               | ещё 1804 рода |                                                                                 |

## Виды
Систематика рода регулярно пересматривается и уточняется. В издании 1959 года "Флора СССР" упоминалось, что в род включается около 300 видов, в настоящее время количество подтвержденных видов в составе рода равно 64. Некоторые из них
- Gnaphalium uliginosum L. typus — Сушеница болотная, или Сушеница топяная
- Gnaphalium pilulare  Wahlenb.  — Сушеница клубочковая